# Norte Minero
Norte Minero es una revista de minería y actualidad editada mensualmente en la ciudad de Antofagasta por la Empresa Periodística El Norte S.A., con una circulación de 14.700 ejemplares aproximadamente. con una lectura estimada de 32.000 personas.
Nació en 1998, dentro del departamento de Ediciones Especiales de El Mercurio de Antofagasta como un suplemento de muy pocas hojas y en un tipo de papel similar al de diario, pero debido al éxito que tuvo, la buena recepción por parte de los lectores en las regiones del norte de Chile y la identidad que marco al pasar los años se convirtió en la única revista editada 100% en la región de Antofagasta con periodísticas locales reporteando in situ las novedades de la industria, actividades, noticias, etc. a lo largo de todo Chile.

## Contenido
La revista recoge la actualidad minera nacional, zonal y regional, así como todo el acontecer en torno a la minería, hoy es el único medio regional dedicado a esta materia.
Entre sus contenidos destacan:
- Qué Pasó: espacios periodístico que retrata todo el acontecer nacional del mes.
- La Voz de la Minería: columna de opinión efectuada por gerentes de las principales compañías mineras de la zona.
- Capital Humano: sección que busca posiciona la relevante historia de vida de los trabajadores de la industria extractiva.
- Entrevistas: personalizadas a los más importantes actores de la industria nacional ya sea mineras o proveedores de ésta.
- Actualidades: las principales noticias contingentes que afectan a la industria minera regional y nacional.
- Reportaje: crónicas informativas de ardua investigación periodística que retratan importantes temáticas que influyen y afectan la concreción de la minería.
- Mundo Minero: Noticias ligadas a los cambios y versatilidad del mercado minero e industrial.
- Breves Nacionales e Internacionales: noticias contingentes que afectan el panorama mundial.
- Sociales: Cobertura gráfica de los principales eventos de la industria extractiva.

## Datos técnicos de la revista
- Circulación: segundo lunes de cada mes*
- N.º Páginas: entre 80 y 120 páginas de color
- Papel Tapa: Couché 220 g
- Interior: Couché 100 g
- Tiraje 14.600 ejemplares
- Dimensiones al corte: 29,5 cm alto x 22,6 cm ancho
- A la caja: 26 cm alto x 20 cm ancho

## Alcance geográfico
La revista tiene distribución en las siguientes regiones junto a los diarios de la cadena de medios y de manera dirigida:
- Región de Arica-Parinacota (Suscriptores de la revista)
- Región de Tarapacá (circula junto a La Estrella de Iquique y suscriptores de la revista)
- Región de Antofagasta (circula junto a El Mercurio de Antofagasta, El Mercurio de Calama y suscriptores de la revista)
- Región de Atacama (circula junto a El Diario de Atacama y suscriptores de la revista)
- Región de Coquimbo (suscriptores de la revista)
- Región Metropolitana de Santiago (suscriptores de la revista)
- Región de Valparaíso (suscriptores de la revista)
- Rancagua (suscriptores de la revista)

## Formato Radio
Gracias a su alto impacto en la zona minera de Chile. Norte Minero también cuenta con el programa radial “Norte Minero Radio”, el cual se transmite en Digital FM 97.1